# Borassodendron
Borassodendron ist eine Pflanzengattung innerhalb der Familie der Palmengewächse (Arecaceae). Von den nur zwei Arten kommt eine nur auf Borneo und die andere vom südlichen Thailand bis nördlichen Teil der Malaiischen Halbinsel vor.

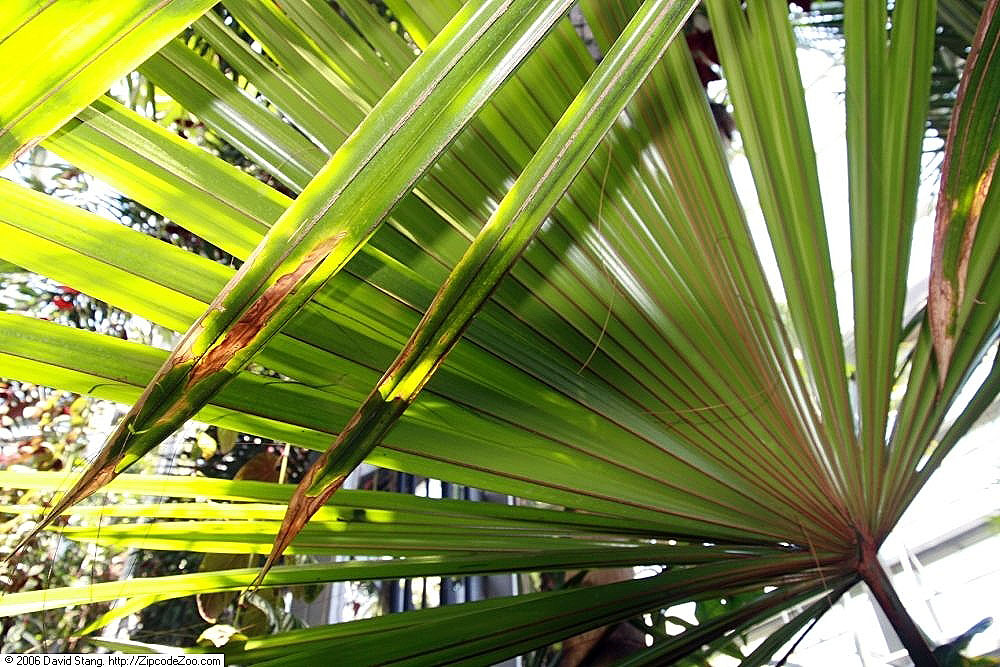
Blatt von Borassodendron machadonis

## Beschreibung

### Vegetative Merkmale
Borassodendron-Arten sind große, einzelstämmige, unbewehrte Fächerpalmen. Der Stamm ist aufrecht und dicht mit Blattnarben besetzt.
Die Blätter besitzen rasiermesserscharfe Stielränder. Die Blattspreite ist induplicat (die Segmente sind V-förmig) und kurz costapalmat (die deutlich ausgeprägte Mittelrippe reicht eine Strecke weit in die Blattspreite hinein). An der Blattoberseite sitzt eine deutlich ausgebildete Hastula, auf der Unterseite fehlt sie. Die Früchte sind groß. 

### Generative Merkmale
Borassodendron-Arten sind zweihäusig getrenntgeschlechtig (diözisch) und mehrmals blühend.
Von den nah verwandten Gattungen unterscheidet sich Borassodendron durch folgende Merkmalskombination: Die männlichen Blüten stehen einzeln oder in Wickeln zu zweit bis sechst. Die Tragblätter der männlichen Blütenstände sind imbricat.
Das dicke Endokarp (Steinkern) ist dicht behaart und hat dicke, innen mit Rippen versehene Wände. Die Samen sind entsprechend diesen Rippen gefurcht.
Die Chromosomenzahl ist unbekannt.

## Ökologie
Die jungen Blätter von Borassodendron borneense werden von Orang-Utans gefressen, die an den Palmenexemplaren beträchtlichen Schaden anrichten können. Diese Tiere sind möglicherweise auch für die Ausbreitung verantwortlich.

## Verbreitung und Standorte
Von den nur zwei Arten kommt eine nur auf Borneo (Borassodendron borneense) und die andere (Borassodendron machadonis) vom südlichen Thailand bis nördlichen Teil der Malaiischen Halbinsel vor. 
Borassodendron machadonis ist selten und wächst teils auf tiefgründigen Böden in Sandstein-Hügelland, teils auf Graten in hügeligem Dipterocarpaceen-Wald. Borassodendron borneense ist auf Hügeln im Tiefland lokal häufig, fehlt aber in großen Gebieten an gleichen geeigneten Standorten.

## Systematik
Die Gattung Borassodendron wurde 1914 durch Odoardo Beccari in Webbia, Band 4, Seite 359 aufgestellt. Typusart ist Borassodendron machadonis (Ridl.) Becc. Der Gattungsname Borassodendron setzt sich aus dem Gattungsnamen Borassus und dem Wort dendron für „Baum“ zusammen.
Die Gattung Borassodendron Becc. gehört zur Subtribus Lataniinae aus der Tribus Borasseae in der Unterfamilie Coryphoideae innerhalb der Familie Arecaceae. Die Gattung Borassodendron ist monophyletisch. Ihre Schwestergruppe ist Borassus L.
Es gibt nur etwa zwei Arten:
- Borassodendron borneense J.Dransf.: Sie kommt in Borneo vor.[1]
- Borassodendron machadonis (Ridl.) Becc. (Syn.: Borassus machadonis Ridl.): Sie kommt vom südwestlichen Thailand bis zur Malaiischen Halbinsel vor.[1]

## Belege
- John Dransfield, Natalie W. Uhl, Conny B. Asmussen, William J. Baker, Madeline M. Harley, Carl E. Lewis: Genera Palmarum. The Evolution and Classification of Palms. Zweite Auflage, Royal Botanic Gardens, Kew 2008, ISBN 978-1-84246-182-2, S. 326–328.